# Засада в Эль-Фаллудже
Нападение из засады на конвой ЧВК «Blackwater» в Эль-Фаллудже из 4 сотрудников, сопровождавших доставку продуктов питания компании ESS, которая случилась 31 марта 2004 года.
4 вооружённых сотрудника «Blackwater» Скотт Хелверстон (англ. Scott Helvenston), Джерко Зовко (англ. Jerko Zovko), Уэсли Баталона (англ. Wesley Batalona) и Майк Тиг (англ. Mike Teague) были убиты, их тела были вытащены из машин и избиты, затем сожжены. Трупы были привязаны к машинам, их тащили по улицам, и в итоге были повешены на мосту через Евфрат.
Фотографии и видеозаписи этого события были показаны многими агентствам новостей во всем мире, что вызвало возмущение в Соединённых Штатах. В итоге это привело к нападению вооружённых сил США на город Эль-Фаллуджа.

## Видео
- www.youtube.com// Four Blackwater Agents Hung in Fallujah Iraq March 31, 2004 (Репортаж с места событий)